# Kim Tae-woo
Dans ce nom, le nom de famille, Kim, précède le nom personnel coréen.
Kim Tae-woo, né le 7 mars 1962, est un lutteur sud-coréen spécialiste de la lutte libre.

## Biographie
Lors des Jeux olympiques d'été de 1988, il remporte la médaille de bronze en combattant dans la catégorie des -90 kg.